# محمد الخويلدي
محمد سلمان الخويلدي (ولد عام 1981) لاعب وثب طويل من المملكة العربية السعودية و حامل الرقم القياسي السعودي والآسيوي في لعبة الوثب الطويل بمسافة 8 متر و 48 سنتميتر اللتي قفزها في لقاء سيتوفيل في فرنسا عام 2006م.
شارك الخويلدي المنتخب السعودي في العديد من بطولات العالم والألعاب الأولومبية كان آخرها مشاركته في أولمبياد بكين 2008 و بطولتي العالم 2007 في اليابان و 2009 في ألمانيا

## مسيرته
بدأ محمد الخويلدي مسيرته كلاعب لألعاب القوى في نادي الصفا (السعودية) حيث تدرج في فريق ألعاب القوى بالنادي من درجة الناشئين والشباب و الفريق الأول. و سرعان ما برز لمدربي الفريق والمنتخب الوطني موهبته وإمكانياته في الوثب الطويل مما دعى بالإتحاد السعودي لكرة القدم تحت رئاسة الأمير نواف بن محمد بن عبد الله آل سعود إلى تخصيص أفضل المدربين العالميين له ولزميله في المنتخب، بطل المملكة آنذاك حسين السبع.
و كان من أبرز من أشرفوا على تدريب الخويلدي الواثب الأمريكي الشهير وحامل الرقم العالمي في لعبة الوثب الطويل مايك باويل.

## روابط خارجية
- محمد الخويلدي على موقع الاتحاد الدولي لألعاب القوى (الإنجليزية)
- محمد الخويلدي على موقع اللجنة الأولمبية الدولية (الإنجليزية)
- محمد الخويلدي على موقع أوليمبيديا (الإنجليزية)